# Tonka Tomicic
Tonka Tomicic Petric  audio  (tiếng Croatia: Tonka Tomičić Petrić; sinh ngày 31 tháng 5 năm 1976) là một người mẫu và người dẫn chương trình truyền hình người Chile có có gốc gác Croatia.

## Sự nghiệp
Tomicic lần đầu tiên được công chúng chú ý với tư cách là đại diện Chile trong cuộc thi Hoa hậu Thế giới 1995. Ngay sau đó cô được mời tham gia chương trình Pase lo que Pase của đài TVN với tư cách là một nhà bình luận thời trang. Cô đã có một bước ngoặt lớn khi trở thành một trong hai người dẫn chương trình chính của chương trình này và tiếp tục đảm nhận vai trò người đồng dẫn chương trình của  Buenos dias a todos, một chương trình truyền hình buổi sáng nổi tiếng. Vào tháng 2 năm 2006, Tomicic được bầu làm Nữ hoàng của Lễ hội Âm nhạc Quốc tế Viña del Mar, và trong năm 2007 cô là người dẫn chương trình của chính lễ hội đó cùng với Sergio Lagos.

## Truyền hình
La mañana del 13 (2001 Canal 13)
Pase lo que pase (2002 TVN)
Buenos días a todos (2005–2009)
Teletón Chile (2006)
Teletón Chile (2007)
Hijos del Monte (2008)
Teletón Chile (2008)
El hormiguero (2010)
Viva la mañana (2010) - Guest Star
La movida del festival (2010) - TV Hostess
Chile ayuda a Chile (2010)
Tonka Tanka (2010) - TV Hostess
Primera dama (2010)
Fear Factor Chile (2010)
Alfombra roja (2010)
Teletón Chile (2010)
Bienvenidos (2011–) - TV Hostess
Teletón Chile (2011)
Mundos Opuestos (2012)
No basta con ser bella: Miss Chile 2012 (2012) - Jury
Teletón Chile (2012)
Proyecto Miss Chile (2013) - TV Hostess